# Kings & Queens (chanson d'Ava Max)
Pour les articles homonymes, voir Kings and Queens.
Singles de Ava Max
Alone, Pt. II
(2019) Who's Laughing Now
(2020)
Clip vidéo
[vidéo] « Kings & Queens », sur YouTube
Kings & Queens est une chanson de la chanteuse américaine Ava Max. Elle est sortie le 12 mars 2020 chez Atlantic Records en tant que cinquième single de son premier album Heaven & Hell,,.
Le refrain de la chanson échantillonne la mélodie de la chanson If You Were a Woman (And I Was a Man) de Bonnie Tyler sortie en 1986.
Il s'agit de la mélodie utilisée également dans le titre  You Give Love a Bad Name de Bon Jovi, Desmond Child étant crédité à l'écriture des trois morceaux.
Kings & Queens a reçu des critiques généralement favorables de la part des critiques, qui ont loué la production, le solo de guitare et les paroles. La chanson est arrivée en tête des hit-parades en Israël, en Pologne et en Slovénie, tout en atteignant la 13e place du classement américain Billboard Hot 100, et la 19e place du UK Singles Chart. Il a obtenu une certification platine dans dix pays, dont les États-Unis et le Royaume-Uni. Le clip qui l'accompagne a été réalisé par Isaac Rentz, et montre Ava dansant dans une salle du trône sur le thème du paradis aux côtés d'un groupe de danseurs tout en faisant la fête à un banquet. Un remix de la chanson intitulé Kings & Queens, Pt. 2 est sorti le 6 août 2020, avec la participation du chanteur américain Lauv et du rappeur Saweetie.

## Contexte et composition
Kings & Queens a été développée dès 2018, lorsqu'Ava a enregistré la chanson dans cinq studios distincts situés en Europe, en Allemagne et à Los Angeles. La chanson a subi dix itérations différentes qui comprenaient différentes mélodies et productions, avant que la version finale ne soit achevée vers août-septembre 2019. Max a écrit les versets et le pré-refrains aux côtés de l'auteure-compositrice américaine Madison Love, avant de se voir confier le refrain par le producteur de disques maroco-suédois RedOne. Le refrain ne contenait à l'origine que la mélodie, mais a été retravaillé en studio avec Leland, Love et Cirkut, où il contient une interpolation de la mélodie du refrain de la chanson If You Were a Woman (And I Was a Man) de 1986 de Bonnie Tyler, qui a ensuite été utilisé dans la chanson You Give Love a Bad Name de 1986 de Bon Jovi. Desmond Child a donc été crédité sur Kings & Queens en tant qu'auteur-compositeur,. Max a décidé d'inclure la guitare électrique dans le morceau pour compléter la pop électronique dans sa musique. Kings & Queens a été annoncée le 27 février 2020, où Max a confirmé que Cirkut, RedOne et Love étaient impliqués dans la production. Elle a ensuite révélé la date de sortie de la chanson, avec le titre et l'artwork le 7 mars 2020. Elle a été écrite par Max, Leland, Child, Hillary Bernstein, Jakke Erixson, Love, Mimoza Blinsson, et les producteurs Cirkut et RedOne.
Musicalement, Kings & Queens est une chanson power pop, qui contient plusieurs couplets pulsés et un hook contenant des synthétiseurs. Le solo de guitare qui suit le deuxième couplet comporte des éléments de glam rock, que Jon Blistein de Rolling Stone a qualifié de « Queen-esque ». Max a déclaré que les paroles de Kings & Queens décrivent comment le monde serait meilleur si les reines gouvernaient le monde. Elle l'a comparé à sa précédente chanson So Am I (2019), reconnaissant qu'elle contenait un message similaire sur l'autonomisation des femmes. Une phrase tirée du livre Alice's Adventures in Wonderland de 1865 par la Reine de cœur a été utilisée dans la chanson, « Disobey me, then baby, it's off with your head ». Des métaphores échiquéennes sont incorporées dans les paroles.

## Réception critique
Écrivant pour MTV News, Madeline Rothman a fait l'éloge du puissant solo de guitare électrique de la chanson avec les paroles « And you might think I'm weak without a sword / But I'm stronger than I ever was before (« Et tu peux penser que je suis faible sans épée / Mais je suis plus forte que je ne l'ai jamais été ») ». Mike Nied d'Idolator a noté que le single « souligne la capacité d'Ava à remplir les pistes de danse du monde entier ». Nicholas Hautman de Us Weekly a décrit Kings & Queens comme « l'un des meilleurs singles à sortir de 2020 jusqu'à présent », louant la « voix puissante et théâtrale » d'Ava et le solo de guitare. Écrivant pour Uproxx, Caitlin White a décrit les paroles comme « un hommage subtil au pouvoir des femmes et un appel à l'action pour que les hommes soutiennent les reines de leur vie », tandis que Heran Mamo de Billboard a reconnu qu'il comparait les mouvements d'échecs au féminisme ; « In chess, the king can move one space at a time / But queens are free to go wherever they like (« Aux échecs, le roi peut se déplacer d'une case à la fois / Mais les reines sont libres d'aller où elles veulent ») ». Andrew Chinikidiadi, rédacteur de Soundigest, a fait l'éloge des transitions du riff de guitare électrique dans le bridge et de la fin de la chanson. Cependant, il a déploré la répétition et la durée du morceau.
L'équipe de Billboard a classé Kings & Queens à la 53e place de son listicle des 100 meilleures chansons de 2020, reconnaissant qu'il s'agissait de « l'hymne non officiel de la saison de la Pride 2020 sans parade » pendant les confinements de la pandémie de COVID-19. Ils ont en outre placé la chanson dans leur listicle non classé des 30 meilleures chansons pop de 2020, en comparant le son « faussement sincère » au hair metal des 1980.

## Clip vidéo
Un « visualizer » a été publié avec la chanson le 12 mars 2020, qui représente Ava comme une reine tenant un verre de champagne et une épée, avec un jeu de cartes royal. Elle a confirmé le jour de la sortie de la chanson qu'elle avait déjà filmé le clip officiel, le décrivant comme « très coloré, super amusant, une danse folle et une grande célébration », et l'a comparé à un arc-en-ciel. Le clip est sorti le 27 mars 2020, et est réalisé par Isaac Rentz. On y voit Ava danser dans une salle du trône sur le thème du paradis avec un groupe de danseurs, car elle était inspirée par Khaleesi de la série télévisée américaine Game of Thrones, et voulait représenter une reine amazone entourée de guerriers. Ava et Isaac ont utilisé un moodboard pour lister plusieurs idées pour le clip à thème féministe, le premier envoyant souvent des idées par SMS au second pendant la nuit pour s'assurer qu'il serait perçu comme « authentique et personnel ». Ava voulait que la vidéo soit « royale, mais d'une manière moderne et futuriste », afin qu'elle soit simple.
La vidéo s'ouvre sur Max qui tient une épée entre ses jambes alors qu'elle est assise sur un trône en or. Elle organise ensuite un banquet, au cours duquel plusieurs danseurs commencent à boire du champagne et à manger de la nourriture, avant d'exécuter une séquence de danse. Pendant le solo de guitare qui précède le banquet, les danseurs brandissent des haches électriques.

## Crédits
Crédits adaptés depuis Tidal.
- Amanda Ava Koci – voix, composition
- Henry Walter – composition, production
- RedOne – composition, production
- Chris Gehringer (en) – mastering
- Saweetie - voix
- Serban Ghenea – mixage
- Brett McLaughlin – composition
- Desmond Child – composition
- Hillary Bernstein – composition
- Jakke Erixon – composition
- Madison Love – composition
- Mimoza Blinsson – composition

## Classements et certifications

### Classements hebdomadaires
| Classements (2020)                      | Meilleure position |
| --------------------------------------- | ------------------ |
| Allemagne (GfK Entertainment)           | 16                 |
| Australie (ARIA)                        | 44                 |
| Autriche (Ö3 Austria Top 40)            | 12                 |
| Belgique (Flandre Ultratop 50 Singles)  | 4                  |
| Belgique (Wallonie Ultratop 50 Singles) | 9                  |
| Brésil (Top 100 Airplay)                | 91                 |
| Canada (Hot 100)                        | 63                 |
| CEI (Tophit)                            | 17                 |
| Croatie (HRT)                           | 6                  |
| Écosse (OCC)                            | 5                  |
| Estonie (Eesti Tipp-40)                 | 29                 |
| États-Unis (Hot 100)                    | 13                 |
| États-Unis (Adult Pop Songs)            | 35                 |
| États-Unis (Pop Airplay)                | 31                 |
| États-Unis (Rolling Stone Top 100)      | 70                 |
| Europe (Euro Digital Songs)             | 5                  |
| Finlande (Suomen virallinen lista)      | 15                 |
| France (SNEP)                           | 32                 |
| France (SNEP Ventes)                    | 6                  |
| France (SNEP Radio)                     | 1                  |
| Grèce (IFPI)                            | 37                 |
| Hongrie (Rádiós Top 40)                 | 12                 |
| Hongrie (Dance Top 40)                  | 2                  |
| Hongrie (Single Top 40)                 | 3                  |
| Hongrie (Stream Top 40)                 | 5                  |
| Irlande (Irish Singles Chart)           | 20                 |
| Islande (Tonlist)                       | 11                 |
| Israël (Media Forest)                   | 1                  |
| Italie (FIMI)                           | 38                 |
| Lettonie (Latvijas Top 40)              | 1                  |
| Lituanie (AGATA)                        | 24                 |
| Macédoine du Nord (Radiomonitor)        | 12                 |
| Malte (Radiomonitor)                    | 3                  |
| Mexique (Mexico Airplay)                | 23                 |
| Namibie (Radiomonitor)                  | 7                  |
| Nouvelle-Zélande (RMNZ Hot Singles)     | 20                 |
| Norvège (VG-lista)                      | 7                  |
| Pays-Bas (Nederlandse Top 40)           | 8                  |
| Pays-Bas (Single Top 100)               | 11                 |
| Pologne (ZPAV)                          | 1                  |
| Portugal (AFP)                          | 77                 |
| Roumanie (Airplay 100)                  | 31                 |
| Royaume-Uni (UK Singles Chart)          | 19                 |
| Russie (Tophit Radio Top 100)           | 25                 |
| Slovaquie (IFPI Rádio)                  | 12                 |
| Slovaquie (IFPI Singles Digitál)        | 16                 |
| Slovénie (SloTop50)                     | 6                  |
| Suède (Sverigetopplistan)               | 21                 |
| Suisse (Schweizer Hitparade)            | 5                  |
| Suisse (Charts Romandie)                | 1                  |
| Tchéquie (IFPI Rádio)                   | 1                  |
| Tchéquie (IFPI Singles Digitál)         | 7                  |
| Ukraine (Tophit Radio Top 100)          | 29                 |

### Certifications
| Pays                                                                       | Certification | Ventes      |
| -------------------------------------------------------------------------- | ------------- | ----------- |
| États-Unis (RIAA)                                                          | Platine       | 2 000 000‡  |
| Autriche (IFPI Autriche)                                                   | Or            | 15 000*     |
| Belgique (BEA)                                                             | Or            | 20 000*     |
| Brésil (PMB)                                                               | Or            | 20 000‡     |
| Canada (Music Canada)                                                      | Or            | 40 000^     |
| Finlande (IFPI Finlande)                                                   | Platine       | 40 000*     |
| France (SNEP)                                                              | Diamant       | 50 000 000‡ |
| Italie (FIMI)                                                              | Or            | 35 000‡     |
| Royaume-Uni (BPI)                                                          | Argent        | 200 000‡    |
| xNon précisé par la certification ‡ventes/streaming selon la certification |               |             |

## Historique de sortie
| Pays   | Date         | Format                       | Label    | Réf.  |
| ------ | ------------ | ---------------------------- | -------- | ----- |
| Divers | 12 mars 2020 | - Téléchargement - streaming | Atlantic | [ 3 ] |